# Коломиец, Алексей Семёнович
Алексей Семенович Коломиец (1911 — 15 августа 1943) — участник Великой Отечественной войны, командир стрелкового взвода 1270-й стрелкового полка 385-й стрелковой дивизии 10-й армии Западного фронта, младший лейтенант, кандидат в члены ВКП(б), погиб, закрыв своим телом вражескую амбразуру.

## Биография
Родился в 1911 году в селе Терешки Сквирского района Киевской области.
Перед войной жил и работал в Узбекистане.
16 сентября 1941 года был призван в Красную Армию и направлен в формирующуюся в городе Фрунзе (Киргизия) 385-ю стрелковую дивизию, в декабре 1941 года вместе с дивизией направляется на Западный фронт, где участвует в обороне Москвы.
15 августа 1943 года 1270-й стрелковый полк 385-й стрелковой дивизии наступал на деревню Анновка Кировского района Калужской области. Поднявшаяся в атаку цепь советских бойцов залегла под пулемётным огнём, который вёлся из двух дзотов. Тогда командир стрелкового взвода младший лейтенант Коломиец вместе с парторгом роты Борисовым и двумя бойцами Головиными и Воробьёвым, отделившись от цепи, под огнём подобрались к первому дзоту и забросали его гранатами, уничтожив шесть солдат противника. Коломиец подобрался ко второму дзоту и бросил внутрь гранату, но пулемёт продолжал вести огонь, ранив младшего лейтенанта. Тогда Алексей Коломиец лёг телом на амбразуру пулемёта, что вынудило прекратить огонь, и подоспевшие бойцы уничтожили пулемётный расчёт.
Подвиг офицера нашёл отражение в дивизионной газете «За Сталина» 385-й стрелковой дивизии.
Из представления к награде:

15.8.43 г. показал высокую стойкость и мужество. Вместе с отделением бросился на штурм вражеского дзота, гранатой уничтожил расчет вражеского пулемета, и с хода атаковал 2-й дзот, в бою за который погиб смертью храбрых.
За этот подвиг Коломиец был представлен к ордену Отечественной войны I степени, данное представление поддержал командир 385-й стрелковой дивизии полковник Супрунов, но Приказом по войскам 10-й армии № 0520 от 18.09.1943 был награждён орденом Отечественной войны II степени посмертно..
Похоронен в братской могиле в деревне Анновка Калужской области.

## Награды
- Орден Отечественной войны второй степени (18.09.1943)